# بحيرة الضحك (كندا)
بحيرة الضحك (بالإنجليزية: Laughing Lake) هي بحيرة صغيرة تقع في منطقة ألجوما في مقاطعة أونتاريو في كندا. تم تسجيل اسم البحيرة رسميًا من قبل الحكومة الكندية ضمن قاعدة البيانات الجغرافية التابعة لوزارة الموارد الطبيعية.
تقع البحيرة في منطقة نائية من شمال أونتاريو وتحيط بها غابات كثيفة. لا توجد مستوطنات قريبة مباشرة من موقع البحيرة، وتُستخدم الأراضي المحيطة بها لأغراض بيئية وترفيهية محدودة مثل الصيد البري وصيد الأسماك.

## الموقع الجغرافي
تقع بحيرة الضحك عند إحداثيات تقريبية تبلغ 47.41672 درجة شمالًا و83.51669 درجة غربًا ضمن منطقة ألجوما شمال أونتاريو. الموقع يتميز بكثافة سكانية منخفضة ومناخ بارد نسبيًا.